# Eurycratus laticaput
Eurycratus laticaput là một loài bọ cánh cứng trong họ Salpingidae. Loài này được Scott miêu tả khoa học năm 1926.